# Rocking Records
Rocking Records war ein deutsches Ska- und Reggae-Label.

## Geschichte
Rocking Records wurde 2011 in Bamberg gegründet. Es folgten in relativ kurzem Zeitraum zahlreiche Veröffentlichungen, sowohl von europäischen Newcomern als auch von international bekannten Bands aus den Genres Reggae und Ska.
Der Vertrieb wird in Deutschland, Österreich und der Schweiz über Broken Silence abgewickelt. Das Label ist, neben den Tonträgerveröffentlichungen, unter dem Namen Rocking Steady Music auch im Bereich Band-Booking aktiv und gibt mit Rocking Steady ein eigenes genre-orientiertes Fanzine heraus.
Rocking Records betreibt seit 2012 das Sublabel Jamaican Jazz Records.
Im Jahr 2016 wurde das Label aufgelöst.

## Bands (Auswahl)
- Desorden Público (VE)
- Kevin Batchelor (US)
- Dr. Woggle & the Radio (DE)
- The Butlers (DE)
- The One Droppers (IT)
- Freddy Loco & His Gordos Ska Band (BE)
- Keyser Soze (US)
- David Hillyard & The Rocksteady 7 (US)
- The Blaster Master (FI)
- Leo & The Lineup (DK)
- Jokerface (IT)
- Masons Arms (DE)